# Мить (альбом)
«Мить» — перший студійний альбом українського вокального дуету «ТЕЛЬНЮК: Сестри», який було презентовано 1991 року. 

## Композиції
1. Реквієм
2. Солов’ї
3. Пролетіло літо
4. Думка
5. Ти... запрошений
6. Короваєва пара
7. Я стою на кручі
8. Невольники